# Ammothella indica
Ammothella indica is een zeespin uit de familie Ammotheidae. De soort behoort tot het geslacht Ammothella. Ammothella indica werd in 1954 voor het eerst wetenschappelijk beschreven door Stock. 